# شباب أون لاين (مسلسل)
شباب أون لاين، مسلسل كوميدي   مصري قدم في 3 أجزاء من إخراج المخرجة هالة خليل وبطولة أحمد الفيشاوي،بشرى،شريف حمدي،أمير كرارة ولقاء الخميسي وخالد صالح و احمد مكي
وهو من فئة المسلسلات الكوميدية الخفيفة ذات الطابع الغربي نوعاما.
وتدور احداث المسلسل حول خمسة اصدقاء لديهم شركة وخادم .

## الجزء الأول
عرض الجزء الأول عام 2002 15 حلقة فقط

### تمثيل
| بطولة - أحمد الفيشاوي: علي - أمير كرارة: فريد - بشرى: ليليان - شريف حمدي: زياد - لقاء الخميسي: فريدة - خالد صالح: والد زياد - رامي فؤاد: شاكر - أميرة أنطوان: روز ام ليليان - علي حسنين: عمر جد علي - أحمد عبد الحي: أسامة | ضيوف الحلقات - مروة مهران: ليلى ضيفة ح1 - هشام منصور - سيد الرومي: وزة ضيف ح3، 4 - حمادة بركات: ضابط شرطة ح4 - ياسر الطوبجي: نيازي - ممدوح مداح: مدرس العربي ح 6 - جميل عزيز: ضيف الحلقة 7 - أحمد الشاعر: ضيف الحلقة 7 - محمد علي الدين: طبيب ضيف الحلقة 7، 19 - محمد حسن السويسي: ضيف الحلقة 7 - أحمد الحلواني: شاعر المقهى ح 8 - وفاء السيد: السكرتيرة ح 8 - سهيل البلتاجي: ضيف ح 8 - محسن عزب: ضيف الحلقة 9 | - جلال العشري: ضيف الحلقة 9 - محمد شومان: ضيف ح10 - نادية العراقية: شوقية ح10 - معتزة عبد الصبور: سلمى ح11 - مروه عبد السميع: لمياء ح11، 12 - محمود قابيل: شخصيته الحقيقية ح12 - محمد يونس: ضيف الحلقة 13 - محمد عسكر: ضيف الحلقة 13 - مصطفى قطب: ضيف الحلقة 13 - محمود أمين الهنيدي: ضيف ح14 - ناصر عبد الله: ح15 - خالد عبد الغفار: ح15 - أيمن إسماعيل: ح15 - فتحي سعد: ح15 |

## الجزء االثاني

### تمثيل
| - أمير كرارة: فريد - بشرى: ليليان - رياض جوهر: علي - شريف حمدي: زياد - لقاء الخميسي: فريدة | - رامي فؤاد: شاكر - خالد صالح: والد زياد - أميرة أنطوان: روز ام ليليان - علي حسنين: عمر جد علي - أحمد عبد الحي: أسامة |

ضيوف الحلقات
عرض الجزء الأول الثاني 2003
| - هيثم عامر: مندوب المبيعات ح2 - وليد عبد العظيم: مجدي قاهر ح2 - سيد الفيومي: السباك ح2 - ميشيل منير: المخرج ح2 - عاصم نجاتي:رئيس مجلس إدارة ح3 - نورا السباعي: سونيا ذكي ح3 - فيفي السباعي: الزوجة ح3 - أحمد مسعد: السكرتير ح3 - أشرف فاروق:الخبير ح4 - شريف صبحي: كيكا ح4 - عمرو رشاد: التمرجي ح4 - رفعت ريان: زبون ح4 - أشرف فتحي:الضابط ح4 - محمد عبد الهادي : الأستاذ حمدي ح5 - خالد طلعت:ضابط بوليس ح5 - دعاء احمد: محكمة الأزياء ح5 - عمرو أبو النصر: محكم الأزياء ح5 - ياسر الطوبجي: العميل ح6 - انا كريستينا :ميس ح6 - كريستال عصام: صديقة زياد ح6 - عصام إبراهيم:فني الثلاجة ح6 - عبد الناصر حسن:د. عوني ح7 - عزيزة: فتاة الاسانسير ح7 | - يوسف الساحر: الحرامي ح7، صبي الزبالة ح25 - يوسف عثمان:الطفل حمادة ح8 - حمادة بركات:النقيب أبو حمادة ح8 - سعاد البطراوي: تيريز ح8 - فريد الرفاعي:الطبيب ح8 - ياسمين محمود: الطفلة ميسون ح8 - مها حمدي : مي ح9 - شيرين سعد: مدحت مرتجي ح9 - ايهاب محمود: العميل ح9 - مروة أسماعيل:سهى ح9 - أحمد سراج: النقاش ح9 - فوزية عبد العليم:مدام وداد ح9/العمة ح22 - طارق كمال:يوسف فوزي ح11 - دعاء الكيلاني:نونيا ح11 - جمال يوسف: الطبيب ح12 - أحمد محرز:حازم ح12 - أحمد حمام:المكوجي ح12 - لمياء العبد:نجوي ح13 - عمرو سعد:أ. نادر ح13 - محمد عبد الحميد: العميل 007 ح14 - سيد فؤاد: المحقق ح14 - معتزة عبد الصبور: سلمى ح15 - علا رشدي: زيادة ح15، 31 | - كانان يوشيمور:شيلي ح15 - أحمد مكي:عاشق زيادة ح15 - شاهندة الغمراوي:رنا ح15 - أسامة عبد الله:مدير الكافيتيريا ح16 - ايهاب صبحي:منسق الازياء ح16 - حازم فؤاد: مدير الإنتاج ح16 - محمد هشام:زكي ح17 - عادل شعبان:مدير الإنتاج ح17 - خالد العشري:المخرج ح17 - نهى محمود: نور ح17 - عمر نايف:حسن ح17 - شريف محمود: جونيور ح17 - محمود تيمور: كلبظ ح18 - كريم نبيل:ألكس ح18 - وليد حافظ: سامي ح18 - تامر حسني:شخصته الحقيقية ح18 - خالد الصاوي:علاء الجربي ح19 - هشام دوبك: عبودة ح19 - زيزي صلاح:رئيسة الوفد ح19 - حسام داغر: بيومي ح20 - بيومي فؤاد:عباس ح20 - أحمد شمس:عوض ح20 - كريم الدفراوي:الصحفي ح20 | - سيد الرومي: وزة ح 21 - محمود البدوي: حارس1 ح21 - ميزو:حارس2 ح21 - تامر مصطفى:عبد الرحيم ح21 - حامد جودة: قورة ح21 - وسام نجيب: حسام ح21 - إكرامي المصري: حازم ح21 - محمد طلعت :المخبر ح21 - إبراهيم علي: الفلاح ح22 - شريف عبد الرحمن:رمزي ح22، 23 - نورا جلال:الراقصة ح22 - فريد ربيع: منصور ح22 - صلاح عبد الغني: فريد بك ح22 - طارق زهدي: رائد امن الدولة ح23، 25 - محمد شاهين: عمرو ح23 - حسام داغر:بديع ح24 - نادر فرنسيس: أشرف ح24 - أمجد عابد:المخرج ح24 - محمد حسني:الجاسوس ح24 - جميل عزيز: أبو وليد ح25 - مهدي عباس:عامل النظافة ح25 - مدحت عطا الله: ضابط شرطة ح25 | - معتز الصاوي: مقدم الحفل ح25 - هالة الجندي :كاتيا ح26 - فاطيما: نيفين ح26 - هيثم الخميسي:مسعد مخلوف ح26 - احمد سمير:فاجنر ح26 - سماء إبراهيم:نيفين زهدي ح27 - ريم علي:مشمشة ح27 - نهير أمين: مدير الجمعية النسائية ح27 - أسامة الصيرفي:صاحب السيارة ح27 - هيثم مهني: مندوب الصيدلية ح27 - أشرف عبد الفضيل:سيد كاما ح28، 29 - رغدة ايوب:بيلا ح28، 29 - نورهان حازم : فتاة الموديل ح30 - إبراهيم زكريا:زكريا الموديل ح30 - وائل عبد العزيز :علاء المغني ح31 - وجدي الساحر:عامل 1 ح33 - سعد السيد خاطر: عامل2 ح33 - عصام يوسف:الصبي ح33 - ايهاب سيد:عامل ح33 - محمود جليفون :ح33 - لبنى محمود:ح33 - منى هلا:ح33 |